# Kvarngrund (Lemland, Åland)
Kvarngrund är en ö i Åland (Finland). Den ligger i Skärgårdshavet och i kommunen Lemland i landskapet Åland, i den sydvästra delen av landet. Ön ligger omkring 12 kilometer söder om Mariehamn och omkring 270 kilometer väster om Helsingfors.
Öns area är 15,3 hektar och dess största längd är 0,8 kilometer i nord-sydlig riktning.